# تام دنتون (بازیکن فوتبال)
تام دنتون (انگلیسی: Tom Denton؛ زادهٔ ۲۴ ژوئیهٔ ۱۹۸۹) بازیکن فوتبال اهل بریتانیا است.
از باشگاه‌هایی که در آن بازی کرده است می‌توان به باشگاه فوتبال هادرزفیلد تاون، باشگاه فوتبال وورکساپ تاون، باشگاه فوتبال آلفرتون تاون، باشگاه فوتبال ویکفیلد، باشگاه فوتبال نورث فریبی یونایتد، باشگاه فوتبال چلتنهام تاون، و باشگاه فوتبال ووکینگ اشاره کرد.